# 馬貴斯小沙丁魚
馬貴斯小沙丁魚為輻鰭魚綱鲱形目鲱科的其中一種，分布於東太平洋的馬貴斯群島海域，棲息深度可達50公尺，體長可達16公分，棲息在沿海海域，成群活動，以浮游生物為食，可做為餌魚。

## 擴展閱讀
維基物種上的相關：馬貴斯小沙丁魚